# Harvester (Computerspiel)
Harvester ist ein Point-and-Click-Adventure, welches von dem US-amerikanischen Studio DigiFX Interactive entwickelt und 1996 durch den Publisher Merit Studios in Nordamerika und Virgin Interactive in Europa veröffentlicht wurde.

## Handlung
Das Spiel startet, als der Hauptcharakter Steve Mason im Ort Harvest im Jahre 1953 erwacht, ohne Erinnerung, wie oder warum er an diesen Ort gekommen ist. Steve leidet an Amnesie, doch die Menschen in Harvest glauben ihm nicht, da er als Scherzbold bekannt sei. Die Bewohner der Stadt verhalten sich exzentrisch und wirken teilweise eher wie Karikaturen oder Stereotype als wie echte Menschen. Steve wird von den Menschen in der Stadt aufgefordert, sich zur Loge in der Mitte der Stadt zu begeben, welche als Hauptquartier des Ordens des Herbstmondes dient. Dort empfängt ihn der Sergeant-at-Arms, der ihm mehrere Aufgaben für die Aufnahme in die Loge stellt. Diese Aufgaben reichen von simplem Vandalismus bis hin zu Brandstiftung. Im Laufe des Spiels wird Steve klar, dass die Bewohner der Stadt ein dunkles Geheimnis verbergen.
Während er in der Stadt herumspioniert, einige der Aufgaben bearbeitet und mehr über die seltsame und verdorbene Stadt lernt, besucht Steve auch das Haus der Familie Pottsdam. Dort trifft er auf den übergewichtigen und perversen Mr. Pottsdam, der ihm erzählt, dass er seine Tochter Stephanie in einigen Wochen heiraten müsste. Im Obergeschoss trifft er seine mutmaßliche Zukünftige, die ihm erzählt, dass sie ebenso an Amnesie leidet und auch einiges an der Stadt als seltsam empfindet. In den nächsten Tagen schließt Steve erfolgreich alle Aufgaben ab, als er anschließend Stephanie besuchen will, findet er nur einen verstümmelten Schädel und Wirbelsäule. Beides bringt er zum Sergeant at Arms, um herauszufinden, ob es wirklich Stephanies Überreste sind. Dieser erklärt ihm, dass er in der Loge die Wahrheit erfahren wird und gewährt ihm Zutritt.
Innerhalb der Loge findet Steve drei Etagen voller Chaos und Mord. Während er sie durchquert, muss er einige Rätsel lösen und in einigen Räumen, von den Bewohnern als Tempel bezeichnet, verschiedene moralische Entscheidungen treffen. Schließlich erreicht er das innere Heiligtum, wo er auf Rektor Herrill der örtlichen Gein-Gedächtnisschule trifft. Dieser stellt sich ihm als Stellvertreter der Leitung des Ordens vor und wird als Vize Muck Herrill bezeichnet. Kurz darauf führt der Anführer des Ordens, der Oberste Muckity Muck (Grand Muckity Muck), ein kurzes Gespräch mit Steve, ehe er diesen angreift. Steve kann ihn erfolgreich besiegen und umbringen und trifft daraufhin erneut auf den Sergeant at Arms.
Dieser bringt ihn zu Stephanie, die zwar lebt, aber an eine spezielle Foltermaschine angeschlossen ist, die ihr jedes Mal Schmerzen gebracht hat, wenn Steve über eines der Seile in der Loge, die Etage gewechselt hat. Er entlässt sie daraufhin von der Maschine und erklärt Steve, dass der ganze Ort nur in einem Simulator als Virtuelle Realität existiert. Steve und Stephanie wurden beide in diese Simulation geschickt, da er hoffte, Steve im echten Leben so zu einem Serienkiller zu machen. Er stellt Steve dann vor die Wahl entweder bis zu ihrem Tode mit Stephanie glücklich in der virtuellen Realität weiter zu leben oder sie umzubringen, worauf sie auch im echten Leben sterben würde, er hingegen aber als Serienkiller wieder ins echte Leben zurückkehren könnte.
Entscheidet man sich, Stephanie zu töten, prügelt Steve sie tot und entfernt dann ihren Schädel und Wirbelsäule. Danach erwacht er in der Realität und wird zu einem Taxistand gebracht, wo er den Taxifahrer brutal ermordet. Danach fährt er nach Hause und spielt Harvester auf seinem Computer, wobei seine Mutter die Gewalt in Videospielen kritisiert, da sie meint, wer Gewalt ansieht, erzeugt selbst welche. Steve macht sich darüber lustig und lacht über ihre Vergleiche zwischen gewaltverherrlichenden Medien und "Road Runner Cartoons". Zum Schluss sieht man den abgetrennten Finger des Taxifahrers in Steves Magen. Er ist also auch in der Realität zum Mörder geworden.
Lässt man Stephanie am Leben, zeigt sich der Sergeant at Arms enttäuscht darüber, doch Steve meint, er würde lieber sterben als ein Serienkiller zu werden. Der Sergeant at Arms meint daraufhin nur, er solle das Leben genießen, so wie es kommt. Man sieht danach, dass Steve und Stephanie heiraten und ein Kind kriegen. Als sie im hohen Alter sterben, passiert dies auch in der Realität. Da die virtuelle Realität jedoch so schnell abgelaufen ist, sind in der Realität nur wenige Minuten vergangen.

### Charaktere
- Steve: Der Hauptcharakter, der mit Gedächtnisschwund in der Stadt Harvest aufwacht. Außer Stephanie scheint ihm jedoch kein Bewohner der Stadt zu glauben.
- Stephanie Pottsdam: Die Nachbarin von Steve. Sie und Steve sollen in zwei Wochen heiraten, doch wird sie aus unklaren Gründen von ihren Eltern in ihrem Zimmer eingesperrt.
- Steves Mutter: Eine typische Hausfrau, die den ganzen Tag in der Küche verbringt und Kekse für eine Wohltätigkeitsveranstaltung am Ende der Woche bäckt, obwohl die Kekse bis dahin ungenießbar sein werden.
- Mr. Pottsdam: Der übergewichtige Vater von Stephanie, der sie in ihrem Zimmer einsperrt, damit sie die Hochzeit mit Steve nicht blockiert. Da Steves Vater ein Schlachthaus besitzt, verspricht er sich von der Heirat eine kostenlose Versorgung mit Fleisch.
- Col. Buster Monroe: Ein psychisch instabiler Weltkriegsveteran, dessen Beine amputiert wurden. Er bewacht die Nuklearraketenbasis in Harvest und kann, abhängig von den Entscheidungen des Spielers, den nuklearen Holocaust auslösen.
- Sheriff Dwayne: Der fettleibige Gesetzeshüter der Stadt, der sich mehr für Kuchen als für Verbrechen interessiert.
- Mr. Moynahan: Ein mysteriöser Mann, der sowohl das Hotel als auch das lokale Bestattungsunternehmen leitet.
- Sergeant at Arms: Der Bewacher der Loge scheint über alle Vorgänge in Harvest informiert zu sein. Er stellt Steve eine Reihe von Aufgaben, bevor er ihm Zutritt zur Loge gewährt.

## Spielprinzip und Technik
Harvester ist ein Point-and-Click-Adventure. Aus Sprites zusammengesetzte Figuren agieren vor vorgerenderten Kulissen. Mit der Maus kann der Spieler seine Spielfigur durch die Örtlichkeiten bewegen und mit den Maustasten Aktionen einleiten, die den Spielcharakter mit seiner Umwelt interagieren lassen. Der Spieler kann so Gegenstände finden und sie auf die Umgebung oder andere Gegenstände anwenden sowie im Rahmen von Multiple-Choice-Dialogen mit NPCs kommunizieren. Mit fortschreitendem Handlungsverlauf werden weitere Orte freigeschaltet. Alle Figuren im Spiel sind nicht gezeichnet oder berechnet, sondern basieren auf Filmaufnahmen mit realen Schauspielern vor einem Greenscreen. Eingesetzt wurden eher unbekannte Schauspieler, in einer Nebenrolle ist die spätere TV-Serien-Darstellerin Rheagan Wallace zu sehen. Eine ungewöhnliche Eigenschaft von Harvester ist die Möglichkeit, jeden beliebigen Charakter im Spiel anzugreifen und zu töten. Lediglich zwei Personen können nicht getötet werden. In Dialogen werden dem Spieler sinnvolle Gesprächsthemen vorgegeben, er kann jedoch auch über die Tastatur Stichworte eintippen, um zu allgemeinen Themen Antworten zu bekommen.

## Entwicklung
Harvester enthält viele satirische Anspielungen auf die 1950er-Jahre in den Vereinigten Staaten. Angedeutet werden Themen wie Rote Angst und die Tücken des amerikanischen Traums, insbesondere der Konsumzwang sowie die Wunden des Vietnamkriegs. Zudem wird die Frage behandelt, ob Medien, insbesondere Spiele, zu erhöhter Gewaltbereitschaft führen können.
Die Aufnahmen der Filmsequenzen dauerten mehrere Monate und wurden mit Hilfe der Greenscreen-Technik aufgenommen. Das Skript stammte von Gilbert P. Austin, der seine Arbeit an dem Projekt 1994 abschloss. Dennoch verzögerte sich die Produktion wegen finanzieller und technischer Probleme, sodass das Spiel erst 1996 erschien. Zwischenzeitlich veröffentlichte Sierra mit Phantasmagoria ein vergleichbares Konkurrenzprodukt.
Nachdem der Titel lange Zeit nicht mehr erhältlich war, veröffentlichte der auf die Wiederveröffentlichung älterer Spiele spezialisierte US-Publisher Night Dive Studios das Spiel im März 2014 als Download-Version auf der Plattform GOG.com. Eine Steam-Version folgte wenig später.

## Rezeption

### Kritiken
Harvester erhielt größtenteils schlechte Kritiken. Aus 8 aggregierten Wertungen erzielt es auf Metacritic einen Score von 53.
GameSpot bewertete das Spiel mit 6,8 von 10 Punkten und der Wertung „fair“. Vernichtend fiel dagegen das Urteil der Testerin Scorpia vom US-Magazin Computer Gaming World aus: “Harvester parades around as ‘controversial’ when it's really just silly and unpleasant” (deutsch: „Harvester inszeniert sich als ‚kontrovers‘, dabei ist es einfach nur dämlich und widerwärtig“). Das Spiel sei so lausig, dass sich nicht einmal der Hype darum lohne.
Das Fachmagazin Adventure-Treff wertete 2002 retrospektiv, die Story sei „das beste an Harvester, (...) recht einleuchtend (und) intelligent ausgearbeitet“. Die Umsetzung erschaffe eine „wirklich unheimliche Atmosphäre“, die an Spiele wie Sanitarium oder Dark Seed II erinnere. Die Dialoge seien hingegen teilweise holprig bis hin zu unfreiwilliger Komik, zudem sei die Technik des Spiels bereits zum Erscheinenszeitpunkt veraltet gewesen. Redakteur Sebastian Grünwald kritisierte zudem die Animationen der Spielfiguren; Hauptcharakter Steve sähe in Bewegung beispielsweise aus, „als hätte er zu viel Bier getrunken und würde sich gleich in die Hosen machen“. Die Videosequenzen seien ebenfalls schlecht gemacht; die Gründe hierfür läge darin, dass Videodaten praktisch unkomprimiert vorlägen und deshalb aus Speicherplatzgründen nur eine Auflösung von 280×200 Pixeln habe.

### Kontroverse
Harvester ist für die Darstellung von Gewalt und sexuellen Akten in den Zwischensequenzen berüchtigt. Bereits vor dem Erscheinen wurde das Spiel deswegen kritisiert. Harvester zitiert zudem die wegen ihrer Brutalität kritisierte Küchenszene aus Dark Seed II, das 1995 erschien. Dort traf der Spieler auf seine Mutter, deren Kopf explodiert. Diese Situation wird in Harvester übertrumpft mit einer Darstellung von Kindern, die ihre eigene Mutter essen. Diese Szene musste aufgrund der Kritik zensiert werden.
In Deutschland wurde Harvester im April 1997 von der Bundesprüfstelle für jugendgefährdende Schriften (BPjS) indiziert. In Australien wurde ein derartiges Verbot in Erwägung gezogen, weshalb der Publisher als Reaktion darauf freiwillig auf den Verkauf verzichtete. In Großbritannien wurde das Spiel veröffentlicht, die BBFC setzte jedoch mehrere Kürzungen durch. Die Indizierung des Spiels wurde im April 2022 nach 25 Jahren aufgehoben.